# Theophil Krawielitzki
Theophil Krawielitzki (* 22. Juni 1866 in Rauden; † 22. März 1942 in Marburg) war ein deutscher evangelischer Pfarrer und Direktor des Deutschen Gemeinschafts-Diakonieverbandes.

## Leben
Krawielitzki wurde am 22. Juni 1866 im westpreußischen Rauden als einziges Kind einer Pfarrersfamilie geboren.
Er studierte Theologie in Berlin und Königsberg (Preußen). Während seines Studiums wurde er 1886 Mitglied der Königsberger Burschenschaft Gothia. Im Herbst 1894 wurde er zum Pfarrer in Vandsburg berufen. Dort heiratete er Thusnelda, geborene von Kolkow. Krawielitzki besuchte die Gemeinschaftsstunden der Landeskirchlichen Gemeinschaft in Vandsburg und hatte im November 1895 ein Bekehrungserlebnis. Danach prägte er seine Gemeinde im Geist der Heiligungsbewegung und wurde zur führenden Person der westpreußischen Gemeinschaftsbewegung.
1900 übernahm er die Leitung eines „Gemeinschafts-Schwesternhauses“. Nachdem die Diakonissenarbeit auf fast 200 Schwestern angewachsen war, legte Krawielitzki 1906 sein Pfarramt nieder und zog im Jahr 1908 ins hessische Marburg, um eine Zweiggründung zu organisieren.

## Gründung des DGD
1922 organisierte Krawielitzki seine bis dahin entstandenen vier Diakonissen-Mutterhäuser und das Brüderhaus Tabor unter dem Namen Deutscher Gemeinschafts-Diakonieverband (DGD) mit Sitz in Marburg, dessen erster Direktor er wurde.

## Haltung im Nationalsozialismus
In der Zeit des Dritten Reichs bezog Krawielitzki keine ablehnende Stellung zum Nationalsozialismus, vielmehr sah er in Adolf Hitler den „von Gott noch einmal geschenkten Retter“. Nachdem er zu Beginn seinen Mitarbeitern empfohlen hatte, in NS-Organisationen einzutreten und in ihnen mitzuarbeiten, nahm er davon zwar ab Ende 1934 Abstand, kooperierte aber auf vielen Gebieten mit dem nationalsozialistischen Staat. Schon im April 1933 schrieb Krawielitzki an den Gnadauer Präses Walter Michaelis: „Und ich meine, je weniger wir bedenklich und ablehnend beiseite stehen, desto mehr Freiheit werden wir später haben für wirkliche Missionsarbeit zur Seelengewinnung.“  Auch als diese Träume scheiterten, behielt die Erhaltung der evangelistischen Möglichkeiten oberste Priorität. Das führte schließlich auch im Januar 1935 zum Austritt aus dem Gnadauer Verband, dessen Kurs man für zu staatskritisch hielt. 1946 wurde man wieder in den Gnadauer Verband aufgenommen, nachdem man unter anderem offiziell erklären musste: „Der leitende Gesichtspunkt in Fragen der verschiedenen Reichsgottesarbeiten ist nicht Seelenrettung um jeden Preis, sondern der Wille Gottes um jeden Preis.“  Der DGD veröffentlichte zum 100-jährigen Jubiläum im Jahr 1999 ein allgemeines Eingeständnis der Schuldverstrickung in der Zeit des Nationalsozialismus.